# Peter Agre
Peter Agre (sinh 1949) là nhà hóa học người Mỹ. Ông giành Giải Nobel Hóa học năm 2003 cùng với Roderick MacKinnon vì những nghiên cứu về cách thức các chất chủ chốt tiến vào hoặc rời khỏi các tế bào trong cơ thể, và khám phá của họ liên quan tới các lỗ nhỏ, được gọi là "kênh", trên bề mặt tế bào. Cả hai đều có vinh dự gặp Tổng thống Mỹ George W. Bush tại văn phòng hình trái xoan.